# Conservatório Lagunense de Música

## História
O Conservatório Lagunense de Música foi fundado em 17 de julho de 1986, pelo então pároco da Paróquia Santo Antonio dos Anjos de Laguna, Antonio Jerônimo Herdt, estando à frente na diretoria da entidade durante 17 anos.
Desde sua fundação até o encerramento do mandato da diretoria anterior, a entidade se manteve através de subsídios estaduais e municipais. Atualmente a instituição é dirigida pelo violoncelista e maestro Julierme Blasius o qual tornou a instituição auto-sustentável através de arrecadação na forma de cobrança de mensalidades e formação de parcerias com o 1º e 2º setor.

## Ensino
Em seu sistema didático, são utilizados métodos facilitadores do aprendizado, conforme cada instrumento e/ou professor, visando inserir o aluno nas atividades musicais com mais rapidez, tornando a música algo acessível e prazeroso.

## Cursos
Atualmente o Conservatório oferece aulas de flauta doce, violino, violoncelo, baixo acústico, viola, piano, teclado,técnica vocal, violão e guitarra, cavaquinho e banjo, saxofone e clarinete. Além dos cursos práticos, os alunos aprendem Teoria Musical e história da música, recebendo ao final do curso, que tem duração de quatro anos, um certificado de formação em teoria musical em nível de Ensino Médio. Todos os cursos são reconhecidos pelo Ministério da Educação.